# كبريتية حليزنية
كبريتية حليزنية (بالإنجليزية: Sulfurospirillum)‏ هي جنس من البكتيريا، سلبية الغرام، تتبع العطيفات.

## أصنوفات
الأصنوفات الأدنى لهذا الكائن:
- كود سباركل
- تحديث القائمة

نوع:كبريتية حليزنية بارنزية 
اسم علمي: Sulfurospirillum barnesii

نوع:كبريتية حليزنية زرنيخية الشعبة 
اسم علمي: Sulfurospirillum arsenophilum

نوع:Sulfurospirillum alkalitolerans 
اسم علمي: Sulfurospirillum alkalitolerans

نوع:Sulfurospirillum arcachonense 
اسم علمي: Sulfurospirillum arcachonense

نوع:Sulfurospirillum carboxydovorans 
اسم علمي: Sulfurospirillum carboxydovorans

نوع:Sulfurospirillum cavolei 
اسم علمي: Sulfurospirillum cavolei

نوع:Sulfurospirillum deleyianum 
اسم علمي: Sulfurospirillum deleyianum

نوع:Sulfurospirillum halorespirans 
اسم علمي: Sulfurospirillum halorespirans

نوع:Sulfurospirillum multivorans 
اسم علمي: Sulfurospirillum multivorans